# Viktor Pikaisen
Viktor Pikaisen (Kiev, 15 febbraio 1933 – 6 luglio 2023) è stato un violinista e insegnante russo.

## Biografia
Viktor Aleksandrovič Pikaisen (in russo: Виктор Александрович Пикайзен) nasce in una famiglia di musicisti: la madre è pianista e il padre è spalla dell’Orchestra dell’Opera di Kiev. Il piccolo Viktor inizia lo studio del violino all'età di quattro anni sotto la guida del padre e due anni dopo entra nella scuola di musica del Conservatorio di Kiev nella classe di Joseph Gutman, un noto insegnante di giovani violinisti. 
Dopo lo scoppio della Seconda Guerra Mondiale, la famiglia si trasferisce ad Alma-Ata, nel Kazakistan, e all’età di nove anni Viktor fa il suo debutto nel Concerto n. 2 di Wieniawski con l'Orchestra Sinfonica di Alma-Ata. Nel frattempo continua le lezioni di violino con suo padre.
Nel 1944 Pikaisen viene ascoltato da David Ojstrach. Dopo essersi trasferito a Mosca, nel 1946 Ojstrach lo accetta come suo allievo (prima alla Scuola di Musica Gnessin e poi al Conservatorio). Viktor Pikaisen si diploma nel 1957 e continua gli studi post-diploma con Ojstrach presso il medesimo Conservatorio sino al 1960. 
Per oltre un decennio prende parte a concorsi internazionali: nel 1949 ottiene il secondo premio del Concorso Jan Kubelik di Praga; nel 1955 il 5º premio del Concours Reine Élisabeth di Bruxelles; nel 1957 il 2º premio del Concours international Marguerite Long-Jacques Thibaud di Parigi; nel 1958 il 2º premio del Concorso internazionale Čajkovskij di Mosca; ed infine nel 1965 il 1º premio del Concorso internazionale di violino Niccolò Paganini di Genova.
Dopo aver esordito come solista nel 1960 con l’Orchestra Filarmonica di Mosca, intraprende una carriera internazionale. 
Dalla fine degli anni Sessanta è uno dei pochi violinisti a proporre in pubblico l’esecuzione integrale dei 24 Capricci di Paganini. Nel 1967 li registra integralmente per la Melodija e Le Chant du Monde.
Il suo repertorio comprende oltre ai concerti classici, opere di autori del Novecento. Una parte del suo repertorio è dedicato alla musica contemporanea prevalentemente russo-sovietica ed è il dedicatario di diverse composizioni di Boris Čajkovskij (1925-1996).
Dal 1966 al 1986 Victor Pikaisen insegna al Conservatorio di Mosca. Dal 1993 è professore del Conservatorio di Stato ad Ankara (Turchia), oltre che all'Istituto Schnittke di Mosca e alla Scuola Centrale di Musica del Conservatorio di Mosca. 
Ha effettuato molte registrazioni discografiche, alcune con David Ojstrach come direttore ed è stato anche attivo come membro della giuria in diversi concorsi internazionali.

## Edizioni
- N. Paganini, 24 Caprices for violin solo opus 1, edited by Victor Pikayzen, Taipei, Hsiao-Ya Music, 2002[3]